# Mokra (osada leśna w województwie łódzkim)
Mokra – osada leśna w Polsce położona w województwie łódzkim, w powiecie skierniewickim, w gminie Skierniewice.
W latach 1975–1998 miejscowość administracyjnie należała do województwa skierniewickiego.